# 8600 Arundinaceus
8600 Arundinaceus eller 3060 T-2 är en asteroid i huvudbältet som upptäcktes den 30 september 1973 av den nederländsk-amerikanske astronomen Tom Gehrels och det nederländska astronomparet Ingrid van Houten-Groeneveld och Cornelis Johannes van Houten vid Palomarobservatoriet. Den är uppkallad efter fågeln Trastsångare.
Asteroiden har en diameter på ungefär 4 kilometer och den tillhör asteroidgruppen Nysa.